# 庫蒂亞斯
0°59′9″N 50°48′7″W / 0.98583°N 50.80194°W
庫蒂亞斯（葡萄牙語：Cutias），是巴西的城鎮，位於該國北部，由阿馬帕州負責管轄，始建於1992年5月1日，面積2,115平方公里，2010年人口4,634，人口密度每平方公里2.19人。